# 蘇格蘭足球代表乙隊
蘇格蘭足球代表乙隊（Scotland B national football team，簡稱蘇格蘭B隊）由蘇格蘭足球總會負責營運，是蘇格蘭的次級足球代表隊，不定期組成用以支援蘇格蘭足球代表隊。蘇格蘭B隊用於讓有機會獲召入國家隊的球員取得國際賽經驗，通常會與其他國家的B隊進行友誼賽。賽事會在容量較少的球場舉行，觀眾人數一般在1萬人以下。蘇格蘭B隊亦被稱為蘇格蘭未來之隊（Scotland Futures football team），是由任教時首創。
最近一場賽事是2009年5月6日主場對北愛爾蘭B隊。

## 外部連結
- 蘇格蘭足總：未來之隊 （页面存档备份，存于）